# Liste des sites Ramsar aux Émirats arabes unis
Cet article recense les zones humides des Émirats arabes unis concernées par la convention de Ramsar.

## Statistiques
La convention de Ramsar est entrée en vigueur aux Émirats arabes unis le 29 décembre 2007.
En janvier 2020, le pays compte 10 sites Ramsar, couvrant une superficie de 391,66 km2.

## Liste
| Site                                              | Émirat    | Notes | Date              | Superficie (km²) | Altitude (m) | Identifiant Ramsar | Identifiant WDPA | Coordonnées                       | Photo |
| ------------------------------------------------- | --------- | ----- | ----------------- | ---------------- | ------------ | ------------------ | ---------------- | --------------------------------- | ----- |
| Sanctuaire de vie sauvage Ras Al Khor (en)        | Dubaï     |       | 29 août 2007      | 6,20             |              | 1715               | 555542722        | 25° 11′ 31″ nord, 55° 19′ 19″ est |       |
| Parc national Wadi Wurayah (en)                   | Fujaïrah  |       | 10 juillet 2010   | 127,00           | 956          | 1932               | 555542723        | 25° 24′ nord, 56° 15′ est         |       |
| Mangrove et zone protégée d'Alhafeya à Khor Kalba | Charjah   |       | 10 mars 2013      | 14,94            | 0 - 448      | 2125               | 555558373        | 24° 59′ 53″ nord, 56° 21′ 47″ est |       |
| Réserve de zone humide d'Al Wathba (en)           | Abou Dabi |       | 25 avril 2013     | 5,00             | 15 - 18      | 2142               | 555558374        | 24° 15′ 40″ nord, 54° 35′ 10″ est |       |
| Zone protégée de Sir Abu Nu’ayr                   | Charjah   |       | 2 décembre 2013   | 49,64            | 0 - 66       | 2191               | 555592552        | 25° 13′ 55″ nord, 54° 13′ 08″ est |       |
| Bul Syayeef                                       | Abou Dabi |       | 27 septembre 2016 | 145,045          | 0 - 2        | 2293               | 555624691        | 24° 18′ 11″ nord, 54° 21′ 00″ est |       |
| Zone protégée d'Al-Zora                           | Ajman     |       | 27 septembre 2016 | 1,95             | 1 - 5        | 2309               | 555625658        | 25° 25′ 34″ nord, 55° 28′ 59″ est |       |
| Sanctuaire de zone humide de Jebel Ali            | Dubaï     |       | 25 octobre 2018   | 20,02            | 0 - 4        | 2364               |                  | 24° 56′ 56″ nord, 54° 56′ 02″ est |       |
| Réserve du mont Hatta                             | Dubaï     |       | 9 janvier 2019    | 21,00            | 350 - 1 060  | 2368               |                  | 24° 45′ 47″ nord, 56° 06′ 47″ est |       |
| Réserve naturelle de Wasit (en)                   | Charjah   |       | 9 mai 2019        | 0,86             | 5 - 20       | 2386               |                  | 25° 21′ 58″ nord, 55° 27′ 50″ est |       |